# Dundalk FC
A Dundalk FC (írül Cumann Peile Dhún Dealgan) egy ír labdarúgócsapat. Legnagyobb nemzetközi sikerük a 2016-2017-es szezonban elért Európa Liga főtáblás szereplés volt. A csoportkörben 1-1-es döntetlent értek el a holland AZ Alkmaar otthonában, az izraeli Maccabi Tel-Aviv együttesét pedig 1-0-ra legyőzték Írországban. 

## Trófeák
- FAI Premier Division: 14
  - 1932–33, 1962–63, 1966–67, 1975–76, 1978–79, 1981–82, 1987–88, 1990–91, 1994–95, 2014, 2015,2016, 2018, 2019
- FAI Cup: 11
  - 1941–42, 1948–49, 1951–52, 1957–58, 1976–77, 1978–79, 1980–81, 1987–88, 2001–02, 2015, 2018
- League of Ireland Cup: 5
  - 1977–78, 1980–81, 1986–87, 1989–90, 2014
- League of Ireland Shield: 2
  - 1966–67, 1971–72
- Dublin City Cup: 5
  - 1937–38, 1942–43, 1948–49, 1967–68, 1968–69
- Top Four Cup: 2
  - 1963–64, 1966–67
- President’s Cup: 1
  - 2015
- LFA President's Cup: 9
  - 1930–31, 1951–52, 1963–64, 1964–65, 1979–80, 1980–81, 1981–82, 1988–89, 1989–90
- Dublin and Belfast Intercity Cup: 1
  - 1941–42

## Külső hivatkozások
- Hivatalos weboldal